# (25318) 1999 CH12
1999 سي إتش 12 (ويعرف أيضًا باسم (25318) 1999 سي إتش 12 وفق تسمية الكوكب الصغير) (بالإنجليزية: 1999 CH12)‏ هو كويكب ضمن حزام الكويكبات؛ وترتيبه 25318 من حيث الاكتشاف.
اكتُشف هذا الجُرم الفلكي بواسطة بحث لنكولن عن الكويكبات القريبة من الأرض في 12 فبراير 1999.

## وصلات خارجية
- (25318) 1999 CH12 في قاعدة بيانات مختبر الدفع النفاث لأجرام النظام الشمسي الصغيرة

- الاكتشاف · مخطط المدار ·  العناصر المدارية · المعلمات المادية

- (25318) 1999 CH12 على موقع ويكي سكاي: DSS2, SDSS, GALEX, IRAS, Hydrogen α, X-Ray, Astrophoto, Sky Map, Articles and images